# Nigrolamia ogowensis
Nigrolamia ogowensis là một loài bọ cánh cứng trong họ Cerambycidae.